# Andrés Suárez (álbum)
Andrés Suárez es el nombre del octavo álbum de estudio del cantautor español Andrés Suárez, lanzado al mercado en el 19 de junio del 2020 bajo la discográfica Warner Music.

## Lista de canciones
Todas las canciones fueron escritas y compuestas por Andrés Suárez.

| N.º   | Título                | Duración |  |
| 1.    | «No diré»             | 3:07     |  |
| 2.    | «6 de la mañana»      | 3:13     |  |
| 3.    | «Despiértame»         | 3:17     |  |
| 4.    | «Todavía puedo oírte» | 3:16     |  |
| 5.    | «Si la veis»          | 3:18     |  |
| 6.    | «Calella»             | 4:31     |  |
| 7.    | «El cantante»         | 3:44     |  |
| 8.    | «Nina»                | 3:28     |  |
| 9.    | «Un solo día»         | 3:23     |  |
| 10.   | «Propongo»            | 3:31     |  |
| 34:08 |                       |          |  |

- Datos: Q96463700